# Tautogram

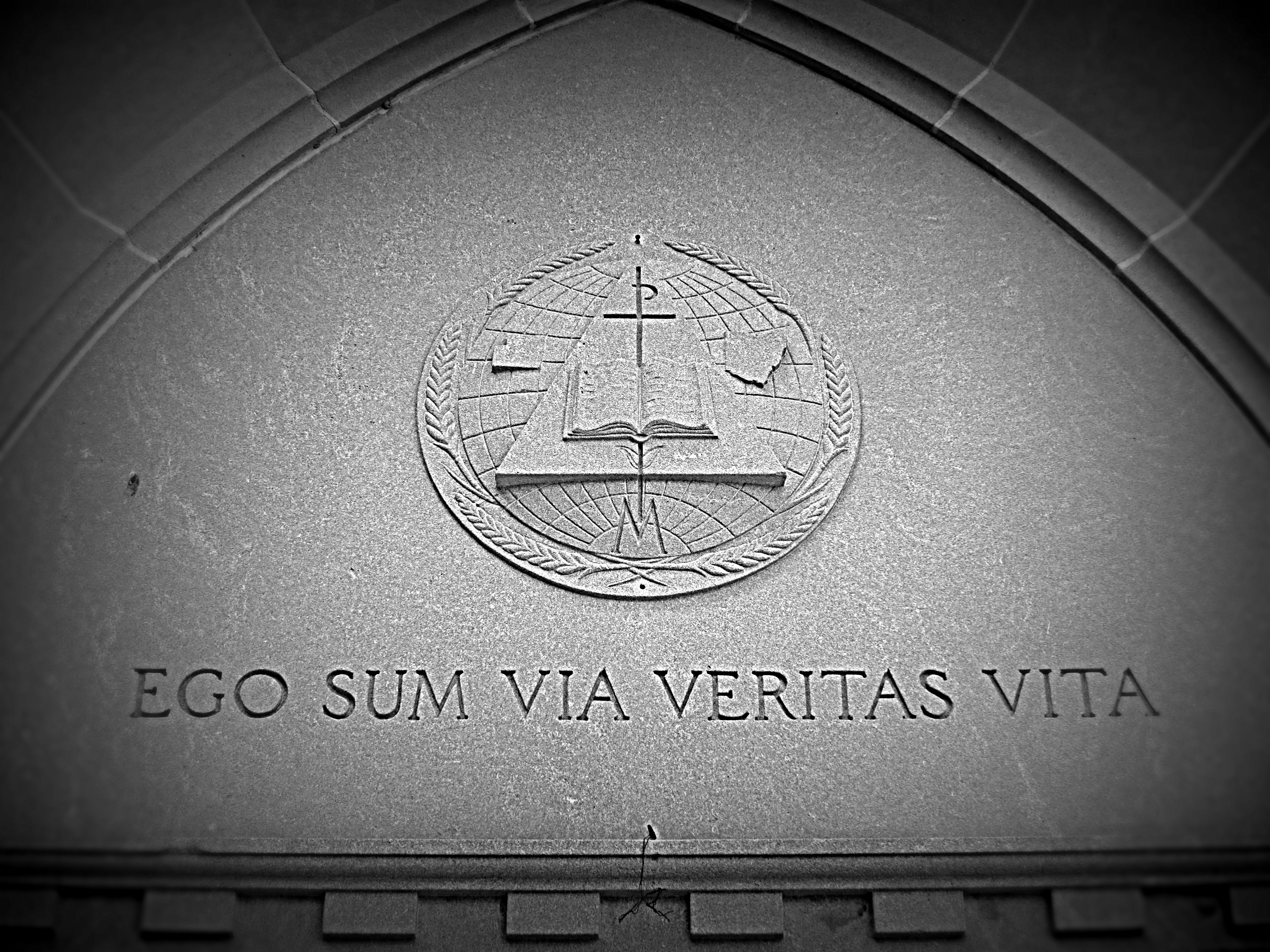
Tautogram Ego sum via veritas vita na ścianie kościoła najświętszego Serca Jezusa w McCartyville, Ohio

Tautogram – utwór literacki, często wierszowany, zbudowany na zasadzie aliteracji, w którym każdy wers lub wyraz rozpoczyna się od tej samej litery. Przykładem łacińskiego tautogramu jest zwrot veni, vidi, vici.
Tautogram występuje:
- w połączeniach imienia (imion) i nazwiska (nazwisk): Anna Andriejewna Achmatowa, Grzegorz Gerwazy Gorczycki, Katarzyna Kuczyńska-Koschany, Kazimierz Krystian Kołodziej, Pier Paolo Pasolini, Zygmunt Zeydler-Zborowski, Abelardo Alvarado Alcántara, Arvid August Afzelius, Gian Gerolamo Grumelli, Jean Jules Jusserand, Margaret Manton Merrill, Monika Miazek-Męczyńska, Mamert Miż-Miszyn, Marta Malina Moraczewska, Manuel Martínez Murguía, Michał Marcin Mioduszewski, Gregorio Gutiérrez González, Rachel Renee Russell, Bogusława Bodzioch-Bryła, Margaret Munnerlyn Mitchell Marsh, Walery Wacław Wołodźko, Wolfgang Wilhelm Wittelsbach, Soraya Saenz de Santamaria, Frank Friday Fletcher, Václav Vilém Václavíček, David Douglas Duncan, Jacek Juliusz Jadacki
- w nazwach i programach o charakterze państwowym: Polskie Państwo Podziemne, Program Powszechnej Prywatyzacji
- w nazwach budowli: Golden Gate,
- w tytułach dzieł literackich i filmowych: Love’s labour’s lost (William Szekspir), Sen srebrny Salomei (Juliusz Słowacki), Lato leśnych ludzi (Maria Rodziewiczówna), Smila's sense of snow (film w reżyserii Billego Augusta), Zwierzęca zajadłość. Z zapisków zniechęconego zoologa (Stanisław Barańczak), Constitutio Criminalis Carolina
- w nazwach instytucji, firm i organizacji politycznych: Muzeum Morskie Malty (po maltańsku Mużew Marittimu ta' Malta), Zamojskie Zakłady Zbożowe, Polska Partia Przyjaciół Piwa, Polska Partia Pracy, Polska Partia Piratów, Polska Partia Postępowa
- w hasłach i powiedzeniach: Pracuj Polaku powoli, Zakuć. Zdać. Zapomnieć. (studenckie).

Utworem literackim w całości złożonym z tautogramów jest książka Sekrety słów Hanny Tomaszewskiej i Zbigniewa Olkiewicza. Tautogramy pisali też w Polsce Tadeusz Boy-Żeleński i Stanisław Barańczak
Ekscytowała Edzia eteryczna Emma,
Iż przewrotnej miłości chce poznać dilemma
Póty się naprzykrzała, aż wreszcie znudzony
Edward ewakuował Emmy edredony.
(Tadeusz Boy-Żeleński, Ach, co za prześliczne abecadło!)